# Mišo Brečko
Mišo Brečko (Trbovlje, Eslovenia, 1 de mayo de 1984) es un exfutbolista esloveno que jugaba de defensa. 

## Selección nacional
Fue internacional con la selección de fútbol de Eslovenia en 77 ocasiones.

### Participaciones en la Copa del Mundo
| Mundial                        | Sede      | Resultado    |
| ------------------------------ | --------- | ------------ |
| Copa Mundial de Fútbol de 2010 | Sudáfrica | Primera fase |

## Clubes
| Club                          | País      | Año       |
| ----------------------------- | --------- | --------- |
| Factor Ljubljana              | Eslovenia | 2002-2003 |
| Era Šmartno                   | Eslovenia | 2003-2004 |
| Hamburgo S. V.                | Alemania  | 2004-2008 |
| Hansa Rostock(cedido)         | Alemania  | 2005-2006 |
| F. C. Erzgebirge Aue (cedido) | Alemania  | 2006-2007 |
| F. C. Colonia                 | Alemania  | 2008-2015 |
| F. C. Núremberg               | Alemania  | 2015-2018 |